# Michel Corboz
Michel-Jules Corboz (ur. 14 lutego 1934 w Marsens, zm. 2 września 2021 w Montreux) – szwajcarski dyrygent.

## Życiorys
Studiował w École Normale we Fryburgu. W 1953 roku otrzymał posadę dyrektora muzyki kościelnej w Lozannie. W 1961 roku zorganizował Ensemble Vocal de Lausanne. Od 1969 roku pełnił funkcję chórmistrza fundacji Gulbenkiana w Lizbonie. Specjalizował się w wykonawstwie muzyki wokalnej i instrumentalnej XVII i XVIII wieku. Dokonał licznych nagrań płytowych.
Został odznaczony Krzyżem Komandorskim francuskiego Orderu Sztuki i Literatury (1996) oraz Krzyżem Wielkim portugalskiego Orderu Infanta Henryka (1999).